# The Three Degrees
The Three Degrees — американское женское вокальное трио.
Группа образовалась в 1963 году в Филадельфии. В первый состав вошли: Файетт Пикни (Fayette Pickney), Линда Тёрнер (Linda Turner) и Ширли Портер (Shirley Porter). Их заметил и стал с ними работать продюсер и автор песен Ричард Барретт, в своё время стоявший за успехом таких групп 1950-х годов, как The Chantels, Little Anthony & the Imperials, Frankie Lymon and the Teenagers, а также (тоже в 1950-е годы) сам певший в группе The Valentines. Первый сингл они записали с Барреттом в этом составе, но потом Линда Тёрнер и Ширли Поттер ушли и вместо них в группу взяли Хелен Скотт и Джанет Джонс. К 1966 году и Хелен Скотт ушла, решив стать просто женой и домохозяйкой. Её место заняла Шейла Фергюсон. В 1967 году вместо Джанет Джонс пришла Валери Холидей.
За всё это время группа издала множество синглов, но первый большой общенациональный хит пришёл к ним с кавер-версией на песню группы The Chantels «Maybe» — летом 1970 года она добралась до 4 места в ритм-н-блюзовом чарте «Билборда», а следующая за ней —  «I Do Take You» — до 7-го. Также группа появилась в фильме 1971 года «Французский связной» (с участием Джина Хэкмена).
В 1973 году Барретт устроил группе контракт с лейблом Гэмбла и Хаффа Philadelphia International Records (PIR). Первый сингл, который группа на нём издала, был «Dirty Ol’ Man» — хит в стиле диско.
А через некоторое время к Гэмблу и Хаффу обратился Дон Корнелиус с просьбой найти новую песню для заставки своей популярной музыкальной телепередачи Soul Train (на которой различные исполнители выступали со своими хитами). И группу попросили спеть в конце этой новой темы. Через некоторое количество выходов шоу с новой заставкой в эфир спрос публики на эту песню вынудил лейбл выпустить её синглом, а выйдя, она [«TSOP (The Sound of Philadelphia)» в исполнении MFSB с участием The Three Degrees] взошла на 1 место ритм-н-блюзового и поп-чартов «Билборда», причём на вершине второго (Hot 100) находилась две недели.

## Дискография
- См. «The Three Degrees § Discography» в английском разделе.